# České ligy ledního hokeje žen 2021/2022
V sezóně 2021/2022 v ledním hokeji žen hrálo 21 českých týmů, které hrály, stejně jako v předchozím ročníku, ve 4 skupinách rozděleny do 3 výkonnostních stupňů. Nejvyšší skupinou byla extraliga, která měla 4 účastníky hrající o titul mistra republiky. Druhá výkonnostní soutěž byla 1. liga, ve které byly rozděleny týmy do dvou oblastních skupin. A skupina (česká) měla 5 týmů a B skupina (moravská) 7 týmů. Třetí výkonnostní soutěž byla 2. liga, kde hrálo 5 týmů. První a poslední tým hrál baráž o postup a sestup mezi soutěžemi pro nadcházející sezónu. Poslední týmy své soutěže v barážích uhájily, nikdo tedy nesestoupil ani nepostoupil do jiné ligy. 
Titul mistra republiky v ledním hokeji žen pro sezónu 2021/2022 obhájila HC Příbram.

## Extraliga žen
V extralize žen hrály 4 týmy systémem každý s každým dvakrát doma a dvakrát venku. Každý tým odehrál 12 zápasů v základní části. Potom hrály první dva týmy finále o mistra ligy, a poslední tým hrál jednokolovou baráž s vítězi obou skupin 1. ligy o setrvání v extralize.
| P  | Týmy                     | Z  | V  | VP | PP | P  | Skóre | B  |
| -- | ------------------------ | -- | -- | -- | -- | -- | ----- | -- |
| 1. | HC Příbram               | 12 | 12 | 0  | 0  | 0  | 91:12 | 36 |
| 2. | HC Falcons Sokol Karviná | 12 | 6  | 1  | 0  | 5  | 40:38 | 20 |
| 3. | HC 2001 Kladno           | 12 | 4  | 0  | 0  | 8  | 34:39 | 12 |
| 4. | HC Litvínov              | 12 | 1  | 0  | 1  | 10 | 21:97 | 4  |

#### Finále
HC Příbram - HC Falcons Sokol Karviná 2:0 na zápasy
- HC Falcons Sokol Karviná - HC Příbram 1:6 (0:1,1:3,0:2)

- HC Příbram - HC Falcons Sokol Karviná 4:1 (1:0,1:1,2:0)

#### Baráž o extraligu
HC Litvínov - HC Bobři Valašské Meziříčí 6:5 (1:2,2:3,3:0)
HC Bobři Valašské Meziříčí - Dračice Karlovy Vary 3:0 (1:0,2:0,0:0)
Dračice Karlovy Vary - HC Litvínov 5:6 (3:2,2:3,0:1)
| P  | Tým                        | Z | V | VP | PP | P | Skóre | B |
| -- | -------------------------- | - | - | -- | -- | - | ----- | - |
| 1. | HC Litvínov                | 2 | 2 | 0  | 0  | 0 | 12:10 | 6 |
| 2. | HC Bobři Valašské Meziříčí | 2 | 1 | 0  | 0  | 1 | 8:6   | 3 |
| 3. | Dračice Karlovy Vary       | 2 | 0 | 0  | 0  | 2 | 5:9   | 0 |

Hokejistky HC Litvínov vyhrály baráž o extraligu a pro příští ročník zůstaly v extralize žen.

## 1. liga žen skupina A
V 1. lize žen ve skupině A hrálo 5 týmů systémem každý s každým dvakrát doma a dvakrát venku. Každý tým odehrál 16 zápasů v základní části. Vítěz postoupil do baráže o extraligu a poslední tým hrál baráž s vítězem druhé ligy o setrvání v 1. lize.
| P  | Tým                                | Z  | V  | VP | PP | P  | Skóre | B  |
| -- | ---------------------------------- | -- | -- | -- | -- | -- | ----- | -- |
| 1. | Dračice Karlovy Vary               | 16 | 12 | 0  | 0  | 4  | 92:53 | 36 |
| 2. | HC TJ Tesla Centralplast Pardubice | 16 | 9  | 0  | 0  | 7  | 72:53 | 27 |
| 3. | HC Roudnice nad Labem              | 16 | 7  | 0  | 0  | 9  | 75:75 | 21 |
| 4. | HC Berounské Lvice                 | 16 | 6  | 0  | 0  | 10 | 61:71 | 18 |
| 5. | TJ Bílí Tygři Liberec              | 16 | 6  | 0  | 0  | 10 | 50:98 | 18 |

#### Baráž o 1.ligu
HC Děčín - TJ Bílí Tygři Liberec 0:2 na zápasy
- TJ Bílí Tygři Liberec - HC Děčín 11:2 (6:0,2:1,3:1)

- HC Děčín - TJ Bílí Tygři Liberec 4:9 (2:2,0:2,2:5)

Lední hokejistky TJ Bílí Tygři Liberec vyhrály baráž o 1. ligu, a udržely se v 1. lize i pro další sezónu.

## 1. liga žen skupina B
V 1. lize žen ve skupině B hrálo 7 týmů systémem každý s každým doma a venku. Každý tým odehrál 12 zápasů v základní části. Vítěz postoupil do baráže o extraligu.
| P  | Tým                        | Z  | V  | VP | PP | P  | Skóre  | B  |
| -- | -------------------------- | -- | -- | -- | -- | -- | ------ | -- |
| 1. | HC Bobři Valašské Meziříčí | 12 | 11 | 0  | 0  | 1  | 110:21 | 33 |
| 2. | HC Uničov                  | 12 | 9  | 0  | 1  | 2  | 80:32  | 28 |
| 3. | HC Lvi Břeclav             | 12 | 8  | 1  | 0  | 3  | 103:40 | 26 |
| 4. | Hokejový klub Opava        | 12 | 5  | 0  | 1  | 6  | 63:49  | 16 |
| 5. | HC Rebels 2017 Prostějov   | 12 | 4  | 0  | 0  | 8  | 53:88  | 12 |
| 6. | WHC Valkyries Brno         | 12 | 2  | 1  | 1  | 8  | 27:72  | 9  |
| 7. | HC Blansko                 | 12 | 0  | 1  | 0  | 11 | 17:151 | 2  |

## 2. liga žen
V 2. lize žen hrálo 5 týmů systémem každý s každým dvakrát doma a dvakrát venku. Každý tým odehrál 16 zápasů v základní části. Vítěz postoupil do baráže o 1. ligu
| P  | Tým            | Z  | V  | VP | PP | P  | Skóre  | B  |
| -- | -------------- | -- | -- | -- | -- | -- | ------ | -- |
| 1. | HC Děčín       | 16 | 12 | 1  | 1  | 2  | 130:35 | 39 |
| 2. | HC Kobra Praha | 16 | 12 | 1  | 0  | 3  | 69:43  | 38 |
| 3. | HC Jičín       | 16 | 8  | 0  | 1  | 7  | 81:48  | 25 |
| 4. | Holkey Náchod  | 16 | 6  | 0  | 0  | 10 | 44:81  | 18 |
| 5. | HC Lovosice    | 16 | 0  | 0  | 0  | 16 | 9:126  | 0  |